# 蒙特罗捷城堡

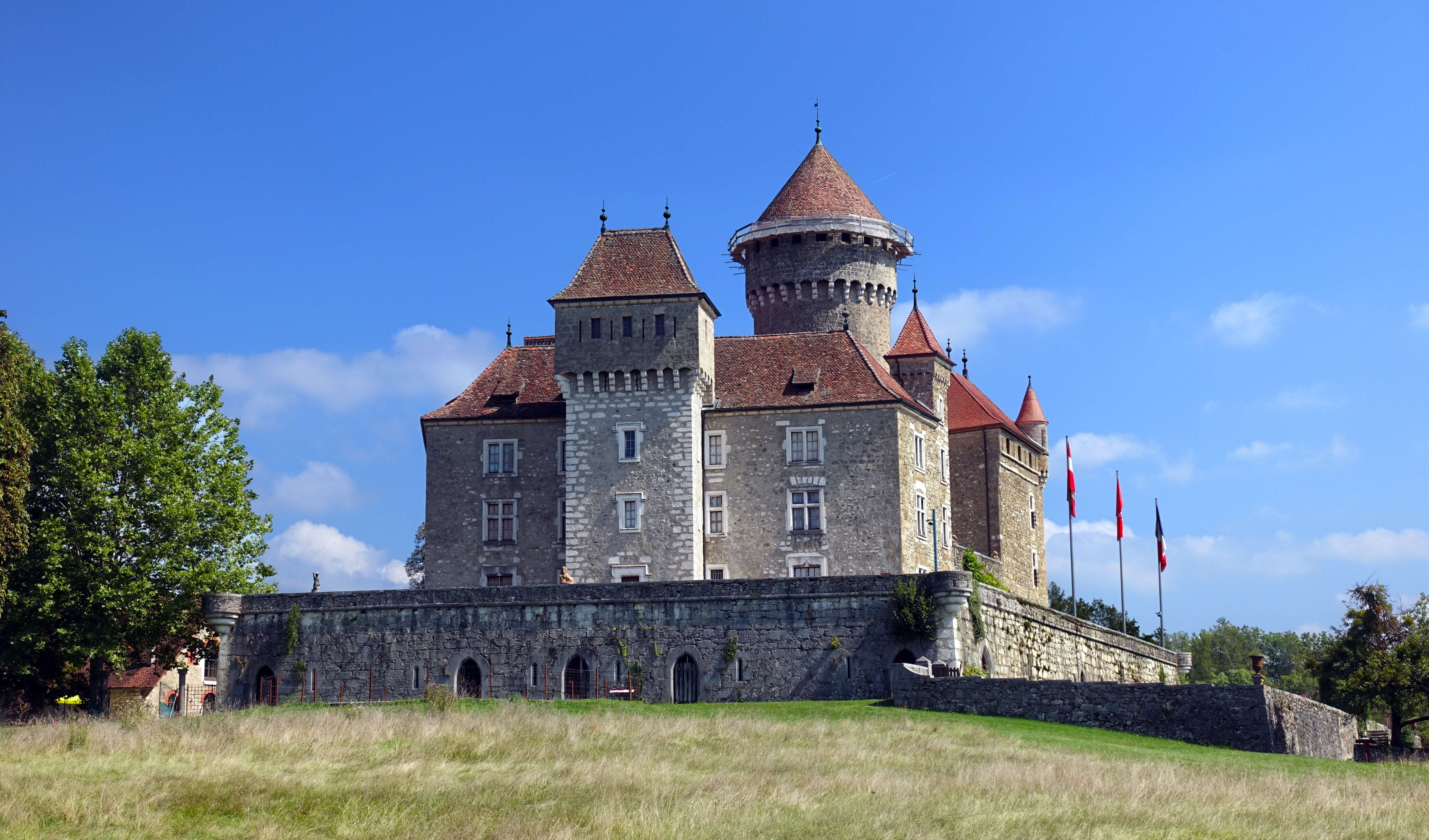
蒙特罗捷城堡

蒙特罗捷城堡（法語：Château de Montrottier，法語發音：[ʃato də mɔ̃tʁɔtje]）是法国上萨瓦省的一座古堡，始建于13世纪，此后多次重建，19世纪再次重修。
城堡位于阿讷西以西十余公里，紧邻菲耶爾河峡谷。